# ニコラ・ルイゾッティ
ニコラ・ルイゾッティ（Nicola Luisotti、1961年11月26日 - ）は、イタリア・トスカーナ州出身の音楽家・指揮者である。

## 経歴
1961年11月26日、ルイゾッティはイタリア・トスカーナ地方ルッカ県ヴィアレッジョに生まれる。11歳のときから教会でオルガンを習っておりオルガニストになることを夢見ていたが、家庭の経済事情から断念する。
12歳のとき、オルガンを習っていた教会で大人の合唱の指揮をとるようになる。義務教育を終えた後にはさまざまな仕事や兵役を経験した。このころ音楽の道に進むことを決意し、家族の反対を押し切ってルッカのボッケリーニ音楽院に入学、在学中に作曲・ピアノ・トランペット・声楽を学んだ。その後指揮法をピエロ・ベッルージに学び、最優秀の成績でボッケリーニ音楽院を卒業する。
2011年現在サンフランシスコ・オペラの音楽総監督（2009年 - ）、および東京交響楽団の客演指揮者である。

## 閲覧者
- 東京交響楽団 2011年6月25日閲覧